# Pablo Echenique-Robba
Pablo Echenique-Robba (castellà: Pablo Echenique Robba)  (Rosario, 28 d'agost de 1978) és un físic i científic titular del Consell Superior d'Investigacions Científiques d'origen argentí A les eleccions de 2014 va ser elegit eurodiputat per la formació política Podem.

## Biografia
Pablo Echenique va néixer a Rosario (Argentina) el 1978. Va arribar a Espanya quan tenia tretze anys i es va establir a Saragossa amb la seva mare Irma i la seva germana Analía. Pateix atròfia muscular espinal, una malaltia hereditària i degenerativa, des que era amb prou feines un nadó. Per aquesta raó, té una discapacitat del 88% i es desplaça en cadira de rodes. En paraules del mateix Echenique, «Tinc poca força, ho puc moure tot, però poc». La discapacitat va ser una de les raons per les quals la família va emigrar a Espanya, on va cercar millors oportunitats.
Echenique es va llicenciar en Ciències Físiques el 2002 i va obtenir el doctorat a la Universitat de Saragossa quatre anys després amb qualificació d'excel·lent cum laude. Va investigar amb una beca posdoctoral a l'Institut de Biocomputació i Física de Sistemes Complexos de la Universitat de Saragossa. El 2008 va obtenir el premi Trencar Barreres per l'adaptació del seu despatx a la universitat. Des de 2009 és científic titular del CSIC en l'Institut de Química-Física Rocasolano. És col·laborador extraordinari al departament de Física Teòrica de la Universitat de Saragossa, on viu.
Junt amb Raúl Gay, començà a escriure a El Diario el blog De retrones y hombres. Hi ntenta trencar estereotips sobre el món de la discapacitat. El mot «retrón» és un neologisme encunyat per Echenique i Gai per referir-se als discapacitats, encara que Echenique utilitza també sovint l'apel·latiu «cascao». Una de les seves contribucions al blog, Discapacitado y más feliz que tú… sí, que tú, va rebre el 2014 el premi Tiflos de Periodisme en la categoria de Periodisme Digital atorgat per l'ONCE. El jurat va destacar que «el protagonista es converteix en la veu de la xarxa, amb una opinió nova que el situa en una perspectiva nova, que agita el debat, genera discussió, mou a la reflexió, amb un llenguatge directe i vehement».
El 9 d'agost de 2012 es va casar amb María Alejandra Nelo Bazán, veneçolana que havia conegut a la universitat quan feia el doctorat.
Després d'haver militat breument a Ciudadanos-Partido de la Ciudadanía, Pablo Echenique es va unir al partit Podem des de la seua creació al gener del 2014. Hi va participar en la creació del Cercle Discapacitat i es va presentar com a candidat en les primàries per elegir la llista per les eleccions europees. Echenique fou el quart candidat més votat, i va quedar finalment en cinquena posició per haver-se acordat que homes i dones s'alternarien en la candidatura. Els resultats de les eleccions van donar a Podem cinc escons, gràcies a la qual cosa Echenique va ser elegit eurodiputat. Ha declarat la discapacitat i la ciència com les seves prioritats.
El febrer de 2015 fou elegit primer Secretari General de Podem a Aragó mitjançant un procés de primàries obertes amb prop del 75% dels vots. Posteriorment va renunciar a la seva acta d'eurodiputat per presentar-se a les eleccions a Corts d'Aragó de 2015, en les quals fou elegit diputat.
Fou escollit diputat a les eleccions generals espanyoles d'abril de 2019 i a les anticipades de novembre del mateix any, en què els resultats van permetre al seu partit formar govern de coalició amb el PSOE. Després de patir un retrocés electoral considerable a les eleccions municipals i autonòmiques del 28 de maig de 2023, Podem concorre a les eleccions generals del 23 de juliol de 2023, convocades anticipadament pel president Pedro Sánchez, integrat en la coalició electoral Sumar amb 19 formacions polítiques, com Moviment Sumar o Esquerra Unida, amb un paper destacat ocupant diversos primers llocs, però perdent part de la seva independència política i rellevància prèvia, i renunciant a figures del partit com Irene Montero i Pablo Echenique, que es va reincorporar com investigador al CSIC.